# Pirates (pel·lícula)
Pirates és una pel·lícula franco-tunisiana realitzada per Roman Polanski i estrenada l'any 1986, doblada al català.

## Argument
El 1672. Perduts al bell mig de l'Atlàntic en una balsa de fortuna després del naufragi de la seva nau, el capità Red i la seva comparsa La Grenouille són recollits per un galió castellà, el Neptune, comandat per Don Alfonso Felipe Salamanca de la Torre. Immediatament tancats al fons de la cala, descobreixen en la bodega de la nau un tron en or massiu del rei Inca Capatec Hanahuac: el capità Red només pensa en una cosa, apoderar-se'n! Ell fomenta doncs un motí en la tripulació convencent els marins dels mals tractes que els fan patir els seus oficials i aconsegueix apoderar-se del galió.
El desvia cap a una illa de les Antilles. Després d'una borratxera dels pirates, els oficials espanyols presoners dirigits per Don Alfonso aconsegueixen alliberar-se, i tornen a controlar el Neptune anunciant la mort del capità Red i portant-lo a Maracaibo.
Boig de ràbia, el capità Red intenta prendre el tron amenaçant de matar el governador de la ciutat però és capturat amb La Grenouille i ficat a la presó. Mentre el galió navega cap a Espanya amb el tron, el capità és alliberat pels pirates i es llança a la persecució del Neptune. Aconsegueix atrapar-lo. En la confusió general del combat entre els marins del Neptune i els pirates, el capità aconsegueix a agafar el tron que hissa amb l'ajuda de la Grenouille a una llanxa.

## Repartiment
- Walter Matthau: el capità Thomas Bartholomew Red
- Cris Campion: Jean-Baptiste, anomenat La Grenouille
- Damien Thomas: Don Alfonso Felipe Salamanca de la Torre
- Charlotte Lewis: Dolores
- Richard Pearson: el padre
- Olu Jacobs: Boumako
- Ferdy Mayne: el capità Linares
- David Kelly: el cirurgià
- Roy Kinnear: l'Holandès
- Bill Fraser: el governador
- Luc Jamati: Pepito Gonzalez
- Emilio Fernández: Angelito
- Tony Peck: l'oficial espanyol

## Producció

### Gènesi del projecte
El guió de la pel·lícula ha estat concebut per Roman Polanski i Gérard Brach durant vuit mesos. Els dos homes volien crear una sàtira de pel·lícules de pirates.
Però la recerca dels capitals per la pel·lícula han durat anys. Les majors, en principi interessades, van desistir una darrere l'altre. Finalment Tarak Ben Ammar va acceptar produir-la.

### Càsting
En el projecte original, Jack Nicholson havia d'interpretar el Capità Red i Polanski el de la Grenouille. Isabelle Adjani havia d'interpretar Dolores.

### Rodatge
El rodatge va tenir lloc entre Malta i Tunisia així com a les Seychelles.

### Els vaixells
- La construcció del galió, El Neptune, va començat l'abril de 1984. Va durar dos anys i va requerir el treball de 2000 obrers. El cost va ser de 8 milions de dòlars. Lloyds el va assegurar per 30 milions. La seva pèrdua hauria significat l'abandó de la pel·lícula.[5]
- El Bergantí es va comprar a Sussa, després es va desmuntar. L'equip només va guardar el casc. El pal i la cabina han hagut de refer-se.[5]
- El galió de la pel·lícula després va ser reutilitzat com a decorat per l'emissió de televisió Mission Pirattak a continuació ofert per Tarak Ben Ammar a la Ciutat de Canes en el 40e Festival internacional de cinema l'any 1987, al moll en el vell port. Actualment s'està renovant en el port de Gènova a Itàlia.

## Rebuda
La pel·lícula va ser un fort fracàs comercial, informant aproximadament 6,341 milions de dòlars al box-office mundial per un pressupost de 40 milions.

## Premis i nominacions
Pirates va aconseguir el César al millor decorat i el del millor vestuari. Cris Campion va ser nominat pel César a la millor esperança masculina i la pel·lícula igualment va ser nominada per l'Oscar al millor vestuari.